# 卡西姆·马贾利瓦
卡西姆·马贾利瓦（Kassim Majaliwa；1960年12月22日—），是一名坦桑尼亞政治家，革命黨黨員，2010年起成為坦桑尼亚国民代表大会議員。2015年11月19日，他被总统約翰·馬古富利任命為新任坦桑尼亚总理，11月20日就任。